# XIII. hrvatsko-slavonski korpus
XIII hrvatsko-slavonski korpus (zbor) je bio korpus zajedničke vojske (gemeinsamarmee) austro-ugarske vojske. Pokrivao je područje Hrvatske i Slavonije s kvarnerskim otocima i Rijekom, a stožer je imao u Zagrebu.

## Osnutak i nadležnost
Ustrojen je tijekom preustroja 1883. od dotadašnjeg Glavnog vojnog zapovjedništva u Zagrebu.  Popunidbeni kotari su obuhvaćali
Bjelovar, Osijek, Karlovac, Otočac, Petrovaradin, Zagreb i popunidbeno okružje ratne mornarice Rijeka (Kriegsmarineergänzungsbezirk Fiume).

## Zapovjedništvo i ustroj 1914.
1914. zapovjednik korpusa je bio Adolf vitez von Rhemen zu Barensfeld, a načelnik stožera pukovnik Alfred von Zeidler. Korpus je po izbijanju rata upućen u Srbiju. XIII zbor je na početku rata izgledao ovako:
| XIII zbor                                                               |                                                                         | | |
| 7. pješačka divizija, Osijek                                            | 7. pješačka divizija, Osijek                                            | 36. pješačka divizija, Zagreb                                                                                               | 36. pješačka divizija, Zagreb                                                                                               |
| 13. pj. brigada, Osijek                                                 | 14. pj. brigada, Zemun                                                  | 71. pj. brigada, Rijeka | 72. pj. brigada, Zagreb |
| 52. pukovnija 78. pukovnija 13. opkoparska bojna                        | 68. pukovnija 96. pukovnija 31. lovačka bojna                           | 70. pukovnija 79. pukovnija                                                                                                 | 16. pukovnija 53. pukovnija 97. pukovnija                                                                                   |
| 13. topnička brigada, Zagreb                                            |                                                                         | | |
| 38. poljsko-topnička pukovnija, Osijek 39. topnička pukovnija, Varaždin | 38. poljsko-topnička pukovnija, Osijek 39. topnička pukovnija, Varaždin | 37. topnička pukovnija, Zagreb 13. haubička pukovnija, Zagreb 13. sklop teških haubica, Zagreb 23. sanitetski odjel, Zagreb | 37. topnička pukovnija, Zagreb 13. haubička pukovnija, Zagreb 13. sklop teških haubica, Zagreb 23. sanitetski odjel, Zagreb |
| 8. konjička brigada, Zagreb                                             |                                                                         | | |
| 12. ulanska pukovnija                                                   | 12. ulanska pukovnija                                                   | 9. husarska pukovnija | 9. husarska pukovnija |

## Zapovjednici
Zapovjednici (Kommandanten)
- Franz von und zu Liechtenstein: studeni 1849 - lipanj 1853
- Siegmund von Reischach: svibanj - srpanj 1859
- Josip Filipović: srpanj - kolovoz 1878
- Wilhelm von Württemberg: kolovoz - listopad 1878
- Hermann von Ramberg: siječanj 1883 - listopad 1889
- Josef Reicher: listopad 1889 - ožujak 1891
- Anton von Bechtolsheim: ožujak 1891 - listopad 1902
- Hugo von Klobus: studeni 1902 - travanj 1905
- Felix von Orsini und Rosenberg: travanj - srpanj 1905
- Anton Malowetz von Malowitz und Kosor: srpanj - kolovoz 1905
- Karl von Auersperg: kolovoz 1905 - srpanj 1906
- Rudolf von Chavanne: srpanj 1906 - srpanj 1907
- Raimund Gerba: srpanj 1907 - listopad 1912
- Adolf von Rhemen zu Barensfeld: listopad 1912 - srpanj 1916
- Maximilian Csicserics von Bacsány: srpanj 1916 - lipanj 1917
- Alfred von Schenk: lipanjj - srpanj 1917
- Friedrich Csanády von Békés: srpanj 1917 - studeni 1918

Načelnici stožera (Stabchefs)
- Kornelius Hahn: studeni 1849 - listopad 1850
- Friedrich Rupprecht von Virtsolog: listopad 1850 - lipanj 1853
- ?: lipanj - srpanj 1859
- Leonidas Popp: srpanj - kolovoz 1878
- Eugen Albori: kolovoz - listopad 1878
- Ludwig Hegedüs von Tiszavölgy: siječanj 1883 - prosinac 1887
- Karl Wöss: prosinac 1887 - siječanj 1889
- Wilhelm Bittner: siječanj 1889 - prosinac 1890
- Karl Leveling: prosinac 1890 - siječanj 1896
- Viktor Dankl: siječanj 1896 - listopad 1899
- Adolf von Rhemen zu Barensfeld: listopad 1899 - listopad 1905
- Maximilian Csicserics von Bacsány: listopad 1905 - siječanj 1907
- Eduard Zanantoni: siječanj 1907 - travanj 1912
- Alfred von Zeidler: travanj 1912 - travanj 1915
- Aurel Stromfeld (v.d.): travanj - svibanj 1915
- Dragutin Csoban: svibanj - studeni 1918